# Clann Somhairle
Clann Somhairle, parfois anglicisé en Clan Sorley, désigne une dynastie écossaise et irlandaise issue du fameux chef Gall Gàidheal Somerled, Roi de Man et des Îles, fils de Gillabrigte (†1164) et ancêtre du Clann Domhnaill. Nommé initialement le Clan Donald, puis connu comme Seigneur des Îles, et sur la terre ferme Clan MacDougall, et toutes ses nombreuses lignées dont le Clan MacRuari et leurs septs.

## Origines
L' origine de Somerled, dont le clan est issu demeure obscure. Seul le nom de son père est directement attesté dans les premières sources. Il a été ensuite présenté comme d'origine Gaélique, par des généalogies de XIVe et XVe siècle qui en faisaient un descendant du légendaire Colla Uais et de Conn Cétchathach, quelques versions y incluant apparemment le non moins légendaire fondateur du 
royaume écossais de Dál Riata, Fergus Mór. Les historiens se sont méfiés de cette interprétation, bien que dans les années 1960, David Sellar (en) ait défendu une ascendance gaélique. Plus récemment Alex Woolf a souligné les informations contradictoires trouvées dans les différentes versions de la généalogie et attiré l'attention sur leur chronologie erronée. Au lieu de cela, il fait valoir que ces généalogies peuvent dériver d'une revendication initiale de Somerled d'être issu de la dynastie de Crovan et des Uí Ímair, par la suite obscurcie par des transformations destinées à la rattacher aux légendes fondatrices écossaises et irlandaises
En tout cas, le Clann Somhairle appuie ses revendications sur les Îles comme descendant de l'épouse de Somerled, Ragnhildr, la fille du roi Óláfr Guðrøðarson ou Amlaíb Derg, et Woolf avance que la revendication de la descendance de Crovan en ligne masculine sous-jacente aux pedigrees peut avoir surgi en substitution à cette ascendance en lignée féminine de la famille. Sir Iain Moncreiffe (en) a tenté de reconstituer une ascendance en ligne masculine de Somerled à partir de Echmarcach mac Ragnaill, roi des Îles, mais son hypothèse n'a reçue qu'un accueil mitigé.
La Saga des Orcadiens présente Somerled ayant des "domaines à « Dalr » et relève que sa famille est connue comme 
les « Dalverjar »; littéralement « habitants des vallées ». W. F. Skene suggère que bien que les mots aient des significations très différentes, ce nom était lié au précédant et pré-nordique royaume de Dál Riata.

## Clan Gothofred
Dans son ouvrage de 1549 Description of the Western Isles of Scotland (en), le prêtre Donald Monro (en) présente une brève description des cinq principales lignées du 
Clan Donald subsistantes à son époque sous le titre «Heir Followis The Genealogies Of The Chieff Clans Of The Iles ». Monro indique également que dans les premiers temps cette maison était connue comme le « Clan Gothofred ».
This Somerle wes the sone of Gillebryde M'Gilleadam, name Vic Sella, Vic Mearshaighe, Vic Swyffine, Vic Malgheussa, Vic Eacime, Vic Gothefred, fra quhome they were called at that time Clan Gothofred, that is, Clan Gotheray in Hybers Leid, and they were very grate men in that tymes zeire. (transcription: Ce Somerled était le fils de Gillebryde M'Gilleadam, fils de Sella, fils de Mearshaighe, fils de Swyffine, fils de Malgheussa, fils de Eacime, fils de Gothefred, d'après lequel ils furent dénommés à cette époque Clan Gothofred, soit 
Clan Gotheray en langue gaélique, et ils étaient parmi les plus grands hommes de leur temps.)
Le nom de « Gofraid » apparaît également dans plusieurs présentations des ancêtres de Somerled.

De même, un poème dédié à Aonghas Mór d'Islay présente le Clann Somairle comme étant « issu du Síol nGofraidh » (la semence de Gofraid) et la récente redécouverte du manuscrit d'un poème du XVIIe siècle de Niall MacMhuirich consacré à Domhnall mac Raghnaill, Rosg Mall (c'est-à-dire "Domhnall mac Raghnaill, de Stately Gaze") présente la lignée comme: 

| Ó Ghothfruigh ó hÁmhlaibh Fhinn, | Descendant de Gofraidh, descendant d'Amhlaibh Fionn |

« Amhlaibh Fionn » c'est-à-dire Olaf le Blanc est peut être Amlaíb Conung le Gall Gàidheal du IXe siècle fils du roi de Lochlann. Plusieurs autres hypothèse ont été avancées pour identifier ce 
Gofraid de ces textes dont Godred Crovan, Gothfrith Uí Ímair et Gofraid mac Fergusa,.